# Амр Муса
Амр Муса́ Магомет (араб. عمرو محمد موسى; 3 жовтня 1936, Каїр, Єгипет) — єгипетський дипломат, генеральний секретар Ліги арабських держав (2001—2011).
У 1957 році закінчив Каїрський університет. У період з 1958 по 1972 обіймав різні посади, у тому числі в єгипетському посольстві у Швейцарії і представництві Єгипту в ООН. З 1991 по 2001 рік працював міністром закордонних справ Єгипту.
Після відставки Хосні Мубарака 11 лютого 2011 Амр Муса є одним з потенційних кандидатів у президенти Єгипту.

## Виноски
1. ↑  AlKindi
2. ↑  Munzinger Personen
3. ↑  Guardian: Should Egypt's next president be old guard or vanguard?. Архів оригіналу за 7 березня 2011. Процитовано 10 квітня 2011.